# CGT N.º 2
La llamada CGT №2 es una central sindical argentina originada en la división de la Confederación General del Trabajo (CGT) en 1942 y que existió hasta 1943, cuando fue disuelta por el régimen militar entonces gobernante.
La división de la CGT y el nombre de ambas fracciones deriva de la presentación de dos listas (que se denominarían №1 y №2) a la reunión del Comité Confederal Central que se reunió el 10 de marzo de 1943, y que tenía como misión elegir las autoridades de la CGT.
En el momento de la votación se produce un serio conflicto porque uno de los representantes sindicales cambia su voto, causando el triunfo de la Lista №1 por un solo voto, veintitrés votos contra veintidós. Ambas listas se atribuyeron el triunfo, llevando a una división de hecho de los sindicatos en dos grupos, ambos conducidos por dirigentes socialistas (José Domenech y Francisco Pérez Leirós). El Partido Socialista hizo gestiones para que el conflicto se resolviera, pero no tuvo éxito y ambos grupos se separaron en CGT №1 y CGT №2.
La CGT №2 fue conducida por Francisco Pérez Leirós como secretario general, acompañado por Angel Borlenghi, Pedro Chiaranti, Vicente de Cesare, Pedro Tadioli y Luis Descalzo.